# David Atlas
Pour les articles homonymes, voir Atlas.
Le docteur David Atlas (25 mai 1924-10 novembre 2015,) est un météorologue américain et un des pionniers du radar météorologique, en particulier le développement sur le réseau NEXRAD de la National Weather Service des États-Unis. Il a commencé sa carrière lors de la Seconde Guerre mondiale, a été professeur d'université, directeur de recherche à la NASA et honoré par plusieurs sociétés de météorologie et technologie. Il détient vingt-deux brevets et a publié plus de 260 papiers et livres dans son domaine. 

## Biographie
David Atlas est né le 25 mai 1924 à Brooklyn, New York, de Rose (Jaffee) Atlas et Isadore Atlas, immigrants de Russie et de Pologne. Après ses études primaires et secondaires à Brooklyn, il commença son collège au City College de New York. En 1942, à l'âge de 18 ans, il obtint un emploi dans une chaîne de montage d'émetteurs–récepteurs radio-électriques destinés à l'aéronautique à la Western Electric de Kearny (New Jersey) afin de participer à l'effort de guerre. À l'automne de la même année, il fut admis à l'école de météorologie de l’US Army Air Corps.
C'est ainsi que David Atlas servit dans l'armée américaine durant la Seconde Guerre mondiale. Il fut d'abord météorologue à l'école de vol de Courtland (Alabama), puis à l'école de formation à l'instrumentation de Seagirt (New Jersey), où il se familiarisa avec l'électronique avant d'être muté à l'école mise sur pied à Harvard/MIT pour la formation sur le radar. Après avoir été diplômé en avril 1945, le soldat Atlas fut envoyé à la nouvelle All Weather Flying Division de Dayton (Ohio) où il travailla ensuite au développement de radars, et en particulier sur les échos dus aux précipitations, pour l'amélioration de la sécurité de vol,. 
Il obtint son baccalauréat du City College de New York en 1946 et termina son service militaire en octobre de la même année. Il resta cependant dix-huit ans avec l'U.S. Air Force au laboratoire Cambridge Research Laboratories de Bedford (Massachusetts), comme chef de l'équipe de recherche sur le radar météorologique. Il travailla à la mesure d'accumulation de précipitations par radar, la détermination de la distribution des gouttes de pluie et les applications de l'effet Doppler-Fizeau pour la mesure du vent,. Durant la même période, il obtint sa maîtrise en 1951 et son doctorat en 1955.
De 1966 à 1972, il a été professeur de météorologie à l'université de Chicago où ses recherches portèrent surtout sur le profileur de vents, la détection de la turbulence de l'air par radar et le développement du radar météorologique Doppler. Avec ses collègues du Naval Electronics Center de San Diego, le docteur Atlas fit des recherches innovantes dans le domaine de la détection de la turbulence atmosphérique par ciel dégagé grâce à un radar à ondes entretenues à haute résolution.
De 1972 à 1976, le docteur Atlas dirigea la division des technologies atmosphériques du National Center for Atmospheric Research (NCAR) à Boulder (Colorado). Il y coordonna les recherches sur l'avancement des techniques radar pour les réseaux nationaux aux États-Unis (National Weather Service et FAA). Ces efforts conduisirent aux radars NEXRAD actuels. En 1974, il devint également directeur du projet national de recherche sur la grêle dont le but était la suppression des grêlons par ensemencement des nuages.
En 1977, le docteur Atlas fonda le Laboratory for Atmospheric Sciences (laboratoire des sciences atmosphériques) de la NASA au Goddard Space Flight Center de Greenbelt, Maryland. Ce centre développe des instruments embarqués sur satellites pour l'étude de l'atmosphère terrestre, les océans et la cryosphère. Il termina son mandat en 1984 mais le Tropical Rainfall Measuring Mission lancé en 1997 est l’un des programmes qui découlèrent du travail de ce centre.
Après sa retraite de la NASA, le docteur Atlas ouvrit sa propre firme de consultant en météorologie tout en continuant ses recherches à l’université du Maryland, au Jet Propulsion Laboratory, au California Institute of Technology et au Goddard Space Flight Center comme scientifique invité.
David Atlas est décédé le 10 novembre 2015 à la suite de complications après un accident vasculaire cérébral à Silver Spring, Maryland, à l'âge de 91 ans,.

## Affiliations et récompenses
Malgré sa retraite, le docteur Atlas était toujours actif jusqu'à sa mort dans la communauté de recherche sur les radars météorologiques et la météorologie en général. Il était un membre fellow de l'American Geophysical Society (AMS), de la Royal Meteorological Society (RMS) britannique, de la National Academy of Engineering (NAE) des États-Unis et de l'American Meteorological Society (AMS),. Il fut d’ailleurs président de l’AMS en 1975. 
Le docteur Atlas a reçu de nombreux honneurs dont la médaille d'or Symons Memorial de la RMS en 1989 et la Médaille Carl-Gustaf Rossby en 1996 de l’AMS,. Il reçut également la médaille Dennis J. Picard de l’Institute of Electrical and Electronics Engineers pour apport exceptionnel aux technologies radar et à ses applications en 2004.

## Publications
- (en) Radar in Meteorology: Battan Memorial and 40th Anniversary Radar Meteorology Conference, American Meteorological Society, Boston, 1990, 806 pages,  (ISBN 0-933876-86-6), AMS Code RADMET.
- (en) Reflections: A Memoir, série Historical Monograph, American Meteorological Society, Boston, 2001, 144 pages,  (ISBN 1-878220-46-2); AMS Code REFLECTIONS.

## Sources et références
1. 1 2 3 4 5 6  (en) Don Rittner, A to Z of Scientists in Weather and Climate, Infobase Publishing, 1er janvier 2009, 273 p. (lire en ligne), p. 14-15
2. 1 2  (en) Dennis Mersereau, « David Atlas », sur thevane.gawker.com, 10 novembre 2015 (consulté le 11 novembre 2015)
3. 1 2 3 4 5 6 7 8 9  (en) « David Atlas », Biography, sur National Academy of Engineering, 2011 (consulté le 11 novembre 2015)
4. ↑  (en) « David Atlas », The Washington Post (consulté le 28 novembre 2015)
5. ↑  (en) « List of AMS Fellows », American Meteorological Society (consulté le 11 novembre 2015)
6. ↑  (en) « Past Presidents of the AMS », American Meteorological Society (consulté le 11 novembre 2015)
7. ↑  (en) « Historical List of Awards » [PDF], Royal Meteorological Society (consulté le 11 novembre 2015)
8. ↑  (en) « Award for Extraordinary Scientific Achievement 1951-1999 (Médaille Carl-Gustaf Rossby) », American Meteorological Society, 28 décembre 1999 (consulté le 11 novembre 2015) : « Taper 1996 dans la case année. »
9. ↑  (en) « IEEE Dennis J. Picard Medal for Radar Technologies and Applications », IEEE, 2004 (consulté le 11 novembre 2015) [PDF]